# Nyctimene draconilla
Il pipistrello della frutta dalle narici a tubo minore (Nyctimene draconilla Thomas, 1922) è un pipistrello appartenente alla famiglia degli Pteropodidi, endemico della Nuova Guinea.

## Descrizione

### Dimensioni
Pipistrello di medie dimensioni, con la lunghezza della testa e del corpo tra 70 e 88 mm, la lunghezza dell'avambraccio tra 48,3 e 62 mm, la lunghezza della coda tra 15 e 22 mm, la lunghezza del piede tra 9 e 13 mm, la lunghezza delle orecchie tra 10,7 e 17 mm, un'apertura alare fino a 33,5 cm e un peso fino a 36 g.

### Aspetto
La pelliccia è setosa. Le parti dorsali sono marroni con la parte centrale di ogni pelo grigio-brunastro chiaro, mentre le parti ventrali sono più chiare. Lungo la spina dorsale è presente una sottile banda scura, ondulata ma distinta, larga appena 2–4 cm e presente soltanto nella parte inferiore della schiena. Il muso è corto, tozzo e largo, gli occhi sono grandi. Le narici hanno la forma di due piccoli cilindri che si estendono ben oltre l'estremità del naso e sono spesso ricoperte di macchie gialle. Le orecchie sono ben separate tra loro, ovali e ricoperte esternamente di macchie giallognole. Le ali sono ricoperte di macchie chiare e scure. La coda è lunga e si estende completamente fuori dall'uropatagio, il quale è ridotto ad una sottile membrana lungo la parte interna degli arti inferiori. Nella letteratura scientifica, diverse volte, esemplari di questa specie sono stati confusi con N. albiventer oppure Paranyctimene raptor.

## Biologia

### Alimentazione
Si nutre di frutta.

### Riproduzione
Alcune femmine catturate a settembre erano gravide.

## Distribuzione e habitat
Questa specie è endemica della Nuova Guinea. È stata osservata in almeno dieci località ai piedi della Cordigliera centrale dell'Isola.
Vive in prossimità di paludi e fiumi fino a 100 metri di altitudine.

## Conservazione
Questa specie è spesso scambiata con N. albiventer e quindi potrebbe essere più comune di quanto si pensi.
La IUCN Red List, considerato che è necessario determinare il limite di distribuzione, le minacce, e il numero di individui adulti, classifica N. draconilla come specie con dati insufficienti (DD).